# 신초평로
신초평로는 충청북도 진천군 진천읍삼덕 교차로에서 진천군 초평면 용기교차로를 잇는 충청북도의 도로이다.

## 주요 경유지
충청북도
- 진천군 (진천읍 . 초평면)

## 노선
전 구간 국도 제34호선에 속하므로 이에 대한 별도 표기는 생략한다.

| 이름                         | 접속 노선                 | 소재지        | 소재지        | 비고                |
| 문화로와 직결                | 문화로와 직결             | 문화로와 직결 | 문화로와 직결 | 문화로와 직결       |
| ---------------------------- | ------------------------- | ------------- | ------------- | ------------------- |
| 삼덕 교차로                  | 문화로 초평로             | 진천군        | 진천읍        |                     |
| 석탄 교차로 (석탄IC교)       | 지방도 제313호선 (초금로) | 진천군        | 초평면        |                     |
| 오갑1교                      |                           | 진천군        | 초평면        |                     |
| 농공단지입구 교차로 (초평교) | 초평로                    | 진천군        | 초평면        |                     |
| 용정 교차로 (용정IC교)       | 초평로                    | 진천군        | 초평면        |                     |
| 초평천교                     |                           | 진천군        | 초평면        |                     |
| 용정1교                      |                           | 진천군        | 초평면        |                     |
| 동잠교                       |                           | 진천군        | 초평면        |                     |
| 사산 교차로                  | 초평로                    | 진천군        | 초평면        |                     |
| 사산교                       |                           | 진천군        | 초평면        |                     |
| 화산 교차로 (화산IC교)       | 초평로                    | 진천군        | 초평면        |                     |
| 초평1터널                    |                           | 진천군        | 초평면        | 상행 580m 하행 565m |
| 청량교                       |                           | 진천군        | 초평면        |                     |
| 초평2터널                    |                           | 진천군        | 초평면        |                     |
| 금성교                       |                           | 진천군        | 초평면        |                     |
| 용전 교차로 (용전교)         | 구정로                    | 진천군        | 초평면        |                     |
| 용기 교차로                  | 지방도 제508호선 (중부로) | 진천군        | 초평면        |                     |